# Lihaiwu
Lihaiwu (kinesiska: 李海务街道, 李海务) är en socken i Kina. Den ligger i provinsen Shandong, i den östra delen av landet, omkring 96 kilometer väster om provinshuvudstaden Jinan.
Genomsnittlig årsnederbörd är 861 millimeter. Den regnigaste månaden är juli, med i genomsnitt 255 mm nederbörd, och den torraste är januari, med 5 mm nederbörd.